# Gran Premio Paredes Rota dos Móveis
El Gran Premio Paredes Rota dos Móveis (oficialmente: GP Internacional Paredes Rota dos Móveis) fue una carrera ciclista que se disputaba anualmente en la Región Norte, de Portugal.
Se comenzó a disputar en 2003 aunque tuvo dos años de parón hasta que en el 2006 se volvió a disputar. A partir de esa fecha la carrera tenía cuatro etapas en las que el recorrido solía salir de Galicia, en España, de ciudades como Santiago de Compostela o Vigo. A partir de la segunda etapa se pasaba a territorio portugués pasando habitualmente por ciudades como Paredes u Oporto.
Sus dos primeras ediciones fueron amateur para posteriormente subir al circuito profesional del UCI Europe Tour, dentro de la categoría 2.1 y la última ya descendida a la 2.2 (última categoría del profesionalismo).

## Palmarés
En amarillo: edición amateur.
| Año       | Ganador             | Segundo            | Tercero              |
| --------- | ------------------- | ------------------ | -------------------- |
| 2003      | Gustavo Domínguez   | Xavier de la Torre | Élio Norte           |
| 2004-2005 | No se disputó       | No se disputó      | No se disputó        |
| 2006      | Pedro Cardoso       | Tiago Machado      | Sergio Miguel Vieira |
| 2007      | David Blanco        | Igor Antón         | Bruno Pires          |
| 2008      | Constantino Zaballa | Pedro Cardoso      | Ángel Vicioso        |
| 2009      | Cándido Barbosa     | David Herrero      | Nuno Ribeiro         |

## Palmarés por países
| País     | Victorias |
| -------- | --------- |
| Portugal | 3         |
| España   | 2         |